# 뜸부기 (식물)
뜸부기(Silvetia Silliquosa)는 완도를 포함한 진도, 신안 등 서남해안에서 서식하는 갈조류에 속하는 해조류로 생김새는 톳과 비슷하다.  '듬북', '뜸북', '듬부기', '뜸부기' 등으로 불린다. 
우리나라와 러시아, 중국, 일본 연안에 분포하며 바닷물이 드나드는 조간대부터 수심 5미터 내외의 바다까지 산다.

원래 이 종은 체형의 변화가 많아서 Yendo(1907)은 f. typica, f. babingtonii, f. japonica 로 나누었고 오카무라(1913)도 이 종이 일본에서는 한류역에만 한해서 분포하는데 한국에서는 난류역의 남해안에 번무한다는 점과 일본의 그것에 비하여 왜소형이라고 하는 것을 지적하고 있으며 히가시의 표본에서는 f. japonica를 적응시키고 있다. 그러나 노다(1966)는 신종 Pelvatia minor 로 취급하고 있다.
국립수산과학원에서는 뜸부기속 뜸부기(Pelvetia siliquosa C.K.Tseng & C.F.Chang, 1953)로 분류하고 있다..